# Josué Currais Prieto
Josué Currais Prieto (ur. 27 lutego 1993 w Langreo) – hiszpański piłkarz występujący na pozycji pomocnika w klubie UE Figueres. Wychowanek Barcelony i Espanyolu, w swojej karierze grał także w takich zespołach jak UE Olot, UE La Jonquera, Seinäjoki, Terracina Calcio oraz Górnik Łęczna.

## Sukcesy

### Seinäjoki
- Puchar Ligi Fińskiej: 2014